# Adult Swim (Canada)
Pour les articles homonymes, voir Action.
Adult Swim est une chaîne de télévision canadienne anglophone spécialisée de catégorie B appartenant à Corus Entertainment qui diffuse des émissions d'animation et des comédies s'adressant aux jeunes adultes.

## Histoire
Alliance Atlantis a obtenu une licence du CRTC en 2000 pour une chaîne spécialisée numérique nommée Action Television « consacré aux films et aux séries d'action surtout basés sur une intrigue rapide faisant appel à des poursuites de voitures, des explosions, des effets spéciaux ou aux arts martiaux ». La chaîne est entrée en ondes le 7 septembre 2001 sous le nom de Showcase Action en tant que chaîne spin-off de Showcase.
Le 18 janvier 2008, CW Media (Canwest et Goldman Sachs) fait l'acquisition de Alliance Atlantis. Sous les dettes, Shaw Communications fait l'acquisition de CW Media le 27 octobre 2010 et la chaîne fait maintenant partie de Shaw Media.
Le 31 août 2009, un nouveau logo est dévoilé, et la chaîne s'appelle simplement Action. La version haute définition a été lancée le 1er mai 2015.
Depuis le 1er avril 2016, Shaw Media appartient désormais à Corus Entertainment.
Le 1er mars 2019, Corus annonce que la chaîne sera remplacée par Adult Swim, en opération 24 heures sur 24, dès le 1er avril 2019.

## Programmation

### En tant queAction

Logo d'Action

Durant les premières années, la chaîne diffusait une programmation différente de Showcase dont beaucoup de films dans leur version originale sans coupures (sauf les pauses publicitaires) ainsi que des séries télés d'action.
Après son acquisition par Canwest, on retrouve deux films par jour rediffusés deux fois ainsi que des séries dont Relic Hunter, Trailer Park Boys, Cops, Bait Car, To Serve and Protect et Most Shocking.
Deux nouvelles séries canadiennes qui devaient originellement être diffusées sur Showcase à l'été 2011 se sont retrouvées sur Action :
- The Drunk and On Drugs Happy Funtime Hour (en)
- Kenny Hotz's Triumph of the Will (en)

Durant ses derniers mois, la chaîne rediffuse en boucle des émissions produites pour la chaîne CMT, un film par jour, et la série Merlin durant la nuit.